# Палмер, Лиам
Лиам Джордан Палмер (англ. Liam Jordan Palmer; род. 19 сентября 1991, Уэрксоп, Ноттингемшир) — шотландский футболист, игрок футбольного клуба «Шеффилд Уэнсдей».

## Карьера
Палмер начал свою карьеру в «Шеффилд Уэнсдей», когда ему было семь лет. Пройдя через академию, Палмер трижды выходил на замену в сезоне 2009/10. После этого он подписал свой первый профессиональный контракт, и от него ожидали прорыва в первую команду перед сезоном 2010/11. Он также был признан лучшим игроком года в академии клуба.
16 июля 2012 года было подтверждено, что Палмер присоединился к клубу Лиги 1 «Транмир Роверс» на правах аренды на начало сезона футбольной лиги 2012/13 на шесть месяцев до январского трансферного окна. Он дебютировал за клуб в первом раунде Кубка Лиги против «Честерфилда», начав матч и сыграв 112 минут до замены, когда клуб выиграл 2:1 после дополнительного времени.
Перед сезоном 2013-14 Палмер вернулся в родной клуб и получил футболку с номером «22». В первом матче сезоне с «Куинз Парк Рейнджерс» (1:2) вышел с первых минут на позиции правого защитника.
26 марта 2014 подписал новый четырёхлетний контракт с «совами». 20 декабря 2014 года Палмер сыграл 100-й матч за «Шеффилд Уэндсей» против «Фулхэма», который «Фулхэм» выиграл со счётом 4:0.
26 октября 2016 года подписал с клубом новый контракт до лета 2019 года.
12 июля 2019 года подписал с клубом новый трёхлетний контракт. 26 февраля 2020 года матч против клуба «Чарльтон Атлетик» стал 250-м его матчем в футболке «Шеффилд Уэндсей»; «Уэндсей» выиграл матч со счётом 1:0.
11 ноября 2021 года подписал с «совами» новый контракт сроком до лета 2023 года. 26 августа 2023 года матч против «Кардифф Сити» стал 400-м для Палмера в футболке «Шеффилд Уэндсей»; «Кардифф» выиграл матч со счётом 2:1. Палмер стал 15-м игроком в истории клуба, который сыграл за «Шеффилд Уэндсей» более 400 матчей.